# Maszynostroitielej
Maszynostroitielej (ros. Машиностроителей) – trzecia stacja jedynej linii znajdującego się w Jekaterynburgu systemu metra.

## Charakterystyka
Położona w rejonie ordżonikidzkewskim, jednym z najgęściej zaludnionych obszarów Jekaterynburga. Nieopodal znajdują się wielkie zakłady przemysłowe, osiedla mieszkaniowe oraz budynki Jekaterynburskiego Pedagogicznego Uniwersytetu Państwowego. Stacja obsługuje dziennie około 10 tysięcy pasażerów. Pierwsze prace mające przygotować teren pod konstrukcję pod budowę ruszyły w 1982 roku, jednocześnie z całym systemem kolei podziemnej w Jekaterynburgu. Teren ten zajmowany był wcześniej przez magazyny i nieużytki. Problemem było natomiast, że znajdowały się one przy ruchliwych ulicach, a ograniczenia nakładane na transport w tym rejonie sprawiały wiele niedogodności i powodowały zatory komunikacyjne. W sierpniu 1984 roku ruszyła budowa, z uwagi na warunki geologiczne specjalnego wzmocnienia wymagały ściany podziemnej konstrukcji, użyto do tego zachodnioniemieckiej technologii. Prace wykończeniowe rozpoczęły się pod koniec 1986 roku, nazwę stacji nadaje fabryka maszyn imienia Michaiła Kalinina.
Stacja została uroczyście otwarta 27 kwietnia 1991 roku. Peron stacji ozdabiają kolumny, płyty posadzki ułożone w figury geometryczne. Elementy wykończeniowe pochodzącą z ziemi uralskiej, jest to głównie marmur o odcieniach bieli i srebra, a także zieleni. Wykończenie sufitu jest nietypowe, nadano mu formę kaskadową. W dekoracjach użyto także pozłacanego aluminium, a posadzkę wyłożono z granitu. Udostępniana pasażerom od godziny 6 rano do północy. Po opuszczeniu terenu stacji możliwa jest szybka przesiadka do komunikacji autobusowej lub tramwajowej.